# Čilimník černající
Čilimník černající (Cytisus nigricans), dříve známý jako čilimníkovec černající (Lembotropis nigricans), je žlutě kvetoucí keř z čeledi bobovité, jeden z původních druhů české flóry.

## Popis

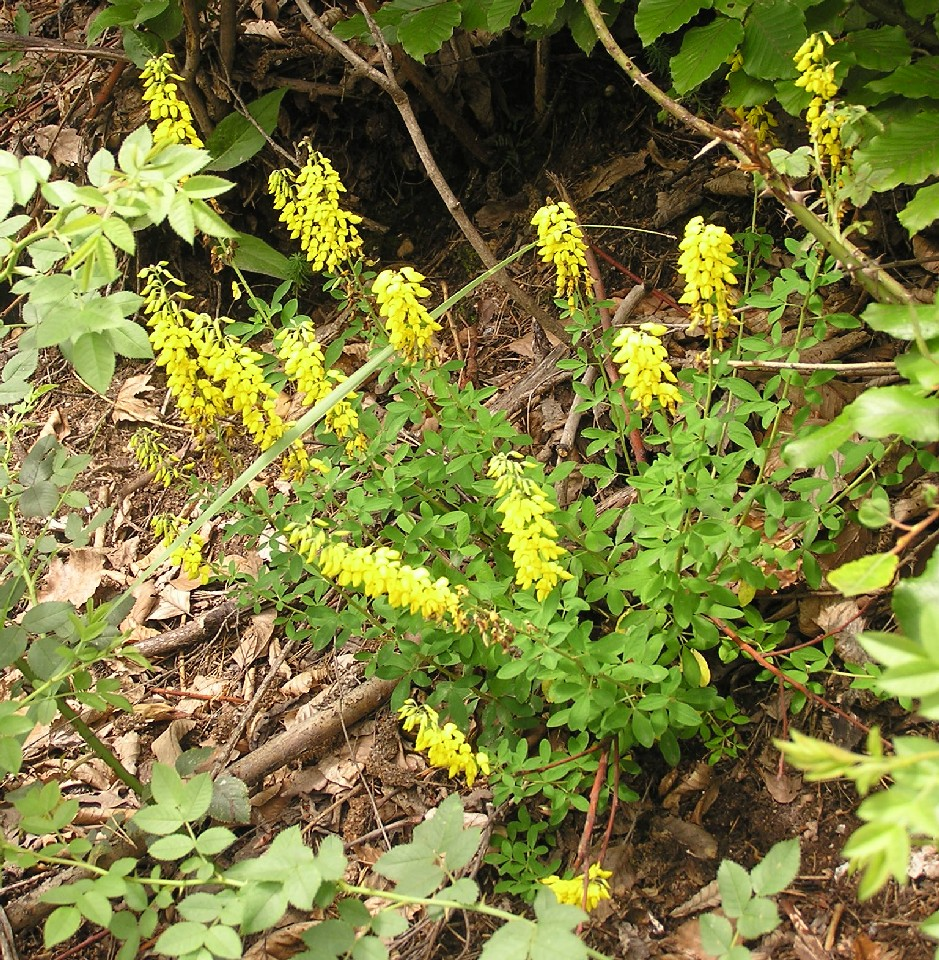
Habitus mladého keře

Čilimník černající je hustě od země větvený opadavý keř o výšce 30–200 cm. Větve jsou přímé či vystoupavé, mladé jsou přitiskle chlupaté, starší olysalé. Řapíkaté listy jsou trojčetné, bez palistů, jednotlivé lístky jsou zhruba 1,5–2,5 cm dlouhé a 0,5–1 cm široké, svrchu lysé, zespodu taktéž přitiskle chlupaté, na vrcholu zaoblené nebo jemně špičaté.
Květy vyrůstají jednotlivě na krátkých stopkách a skládají až 20 cm dlouhé hroznovité květenství, které je umístěno na vrcholech letorostů. Jsou rozlišeny na kalich a korunu, zvonkovitý kalich je stejně jako květní stopky a vřeteno květenství hustě přitiskle chlupatý, koruna je jasně žluté barvy, zhruba 1 cm dlouhá a nabývá typického motýlokvětého tvaru. Kvete v plném létě, zhruba od května do srpna. Plodem je 2–3 cm dlouhý, hustě stříbřitě chlupatý lusk obsahující lesklá, tmavě hnědá semena ledvinovitého tvaru.
Listy a květy při usychání často černají (odtud název).
Ploidie druhu je 2n = 4x = 48.

## Ekologie a rozšíření
Druh roste převážně na okrajích lesů a v lesních lemech, na suchých skalnatých výchozech a kamenitých stráních, v nízkých xerofilních křovinách a suchých trávnících, stejně jako v teplomilných doubravách a borových lesích, častěji na podkladech bazických než kyselých a na půdách spíše živinami chudších, pouze čerstvě vlhkých nebo mírně vysychavých. Je rostlinou světlomilnou a spíše teplomilnou. V ČR se vyskytuje roztroušeně v nižších a středních polohách na většině území, zákonem chráněný není.

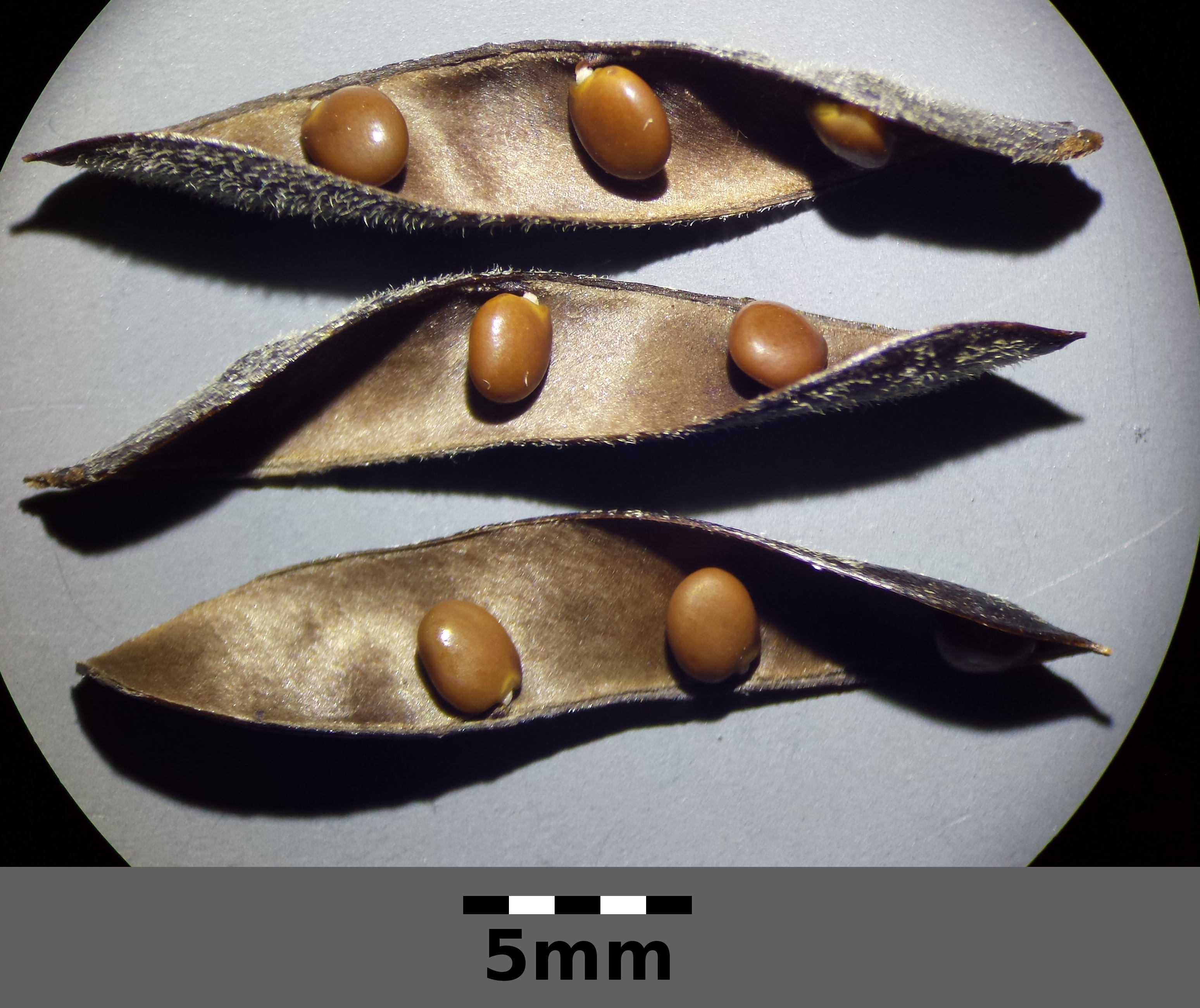
Lusky se semeny

Celkový areál rozšíření zahrnuje střední a jihovýchodní Evropu, s výběžky do Evropy západní (jihovýchodní Francie) a východní (Ukrajina, západní Rusko).

## Taxonomická poznámka
Rozlišují se tři poddruhy. V ČR se vyskytuje pouze nominátní poddruh (Cytisus nigricans subsp. nigricans), těžištěm jehož rozšíření je střední Evropa; subsp. australis se vyskytuje v pásu od Alp přes Balkán k Černému moři a subsp. sericeus je rumunským endemitem.